# こいいろChu!Lips
『こいいろChu!Lips』（こいいろチュリップス）は2006年6月30日にPeasSoftから発売された18禁恋愛アドベンチャーゲームである。

## 解説
恋のキューピッドを自称する少女の力を借りながら、恋人を見つけるアドベンチャーゲーム。
章分けされたシナリオの前後にオープニングテーマとエンディングテーマが流れる、話の合間にアイキャッチや次回予告が入るといった、テレビアニメに近い構成になっているのが演出面の特徴である。

## ストーリー
一戸建ての家に一人暮らしをする神本遼（主人公）はクラスメイトで親友の大道寺郁哉からどちらが先に夏休みまでに彼女を作るかと言う勝負を申し込まれる。受けて立つものの、何をすればいいのかさっぱり分からない遼。そんなある日、父が家に不思議な壷を送りつけてくる。その壷の中から現れたのは自称「恋のキューピット」である花恋だった。

## 登場人物
神本遼（かみもと はるか）
声：なし
主人公。

### 攻略可能ヒロイン
花恋（かれん）
声：金田まひる
身長160cm　B85/W50/H82
遼の父親の壺から出てきた恋のキューピットを名乗る金髪の少女。
悪戯好きなうえ後先考えずに行動する人物。
春日美咲（かすが みさき）
身長155cm　B80/W51/H82
声：北都南
遼の後輩で、花を育てることが好き。
宮塚渚（みやつか なぎさ）
身長158cm　B88/W51/H83
声：草柳順子
遼の後輩で、遼に恋するあまり彼の教室に足しげく通うに飽き足らず、校門前で待ち伏せして抱きつくなど、彼に対する好意が少々エスカレートしている。
真部しずく（まなべ しずく）
身長164cm　B86/W50/H84
声：歌織
遼のクラスの担任の教師。
一之瀬未来（いちのせ みらい）
声：愛原瑞生
身長163cm　B83/W52/H80
遼の幼馴染の同級生。遼とは疎遠になっているものの、母親の言いつけで遼の食事を賄ってくれている。

### その他の登場人物
香田優（こうだ ゆう）
声：甲賀忍
美咲のクラスメイトで、彼女に近づく男を嫌う。
望月凛果（もちづき りんか）
声：かわしまりの
遼の友達でクラス委員長も務めている女子生徒。静かな雰囲気を好むものの、よく騒動に巻き込まれる。
夜桜芽衣（よざくら めい）
声：西田こむぎ
遼の後輩。表情の変化が乏しく口数も少ないため、不思議な雰囲気をかもしだしている。
愛沙（あいさ）
声：桜川未央
花恋のライバル
大道寺郁哉（だいどうじ いくや）
声：虎之進
遼の親友でクラスメイト。

## 主題歌
- オープニング「HONEY」

歌：佐倉紗織（ave;new）/作詞・作曲：a.k.a.dRESS（ave;new）
- エンディング「プレゼント」

歌・作詞：Rita/作曲：Dreaming Rabbit（MASA）